# Experimento de Cavendish
El experimento de Cavendish  o de la balanza de torsión permitió obtener implícitamente en 1798 la primera medida de la constante de gravitación universal G y, con este dato, a partir de la ley de gravitación universal de Isaac Newton y de las características orbitales de los cuerpos del sistema solar, la primera determinación de la masa de los planetas y del Sol. Debe señalarse que Henry Cavendish no calculó esta constante directamente (ya que no la necesitaba para sus mediciones; esto se hizo mucho después, aprovechando sus experiencias), pues su objetivo era determinar la densidad de la Tierra, o, más concretamente, "pesar la Tierra", lo que consiguió lograr con una precisión excepcional para su época. Sin embargo, dado que el producto de la constante universal por la masa de la Tierra era conocido desde tiempos de Newton, Henry Cavendish pudo dar la primera estimación del valor de G.
La constante gravitacional no aparece en el artículo de Cavendish y no hay indicio de que hubiese vislumbrado este cálculo como propósito experimental. Una de las primeras referencias a G apareció en 1873, 75 años después del trabajo de Cavendish.

## Historia
Una versión inicial del experimento fue propuesta por John Michell, quien llegó a construir una balanza de torsión para medir la fuerza de atracción entre dos masas. Sin embargo, murió en 1793 sin poder completar su experimento y el instrumento que había construido fue heredado por Francis John Hyde Wollaston, quien, a su vez, se lo entregó a Henry Cavendish.
Cavendish se interesó por la idea de Michell y reconstruyó el aparato, realizando varios experimentos muy cuidadosos con el fin de determinar la densidad media de la Tierra. Sus informes aparecieron publicados en 1798 en la publicación Philosophical Transactions de la Royal Society.

## El experimento

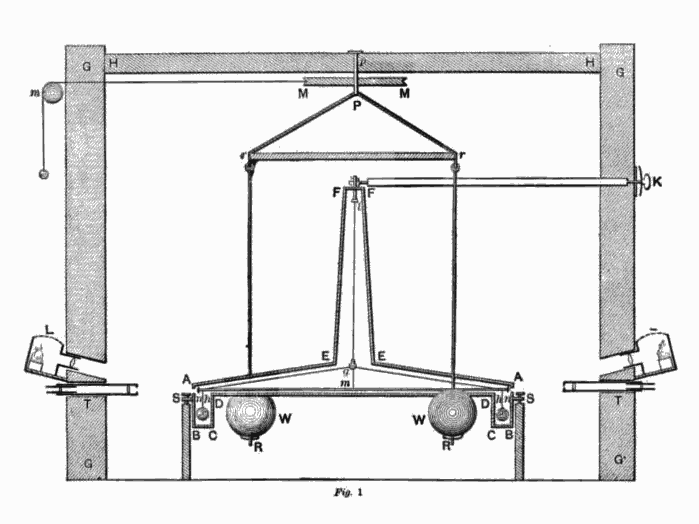
Dibujo de la sección vertical de la balanza de torsión de Cavendish, incluyendo el recinto en la que estaba ubicada. Las esferas grandes estaban suspendidas de un bastidor, de forma que se podían orientar desde el exterior respecto a las esferas pequeñas mediante un sistema de poleas. Figura 1 del escrito de Cavendish.

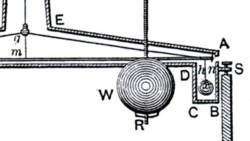
Detalle mostrando el brazo de la balanza de torsión (m), esfera grande (W en la figura adjunta), esfera pequeña (x), y recinto aislado (ABCDE).

El instrumento construido por Cavendish consistía en una balanza de torsión con un brazo horizontal de madera de seis pies (1,8288 m) de longitud, de cuyos extremos colgaban dos pequeñas esferas de plomo (x) de idéntica masa (0,73 kg). Esta vara colgaba suspendida de un alambre largo. Cerca de las esferas de prueba, Henry Cavendish dispuso dos grandes esferas de plomo (W) de 158 kg cada una, cuya acción gravitatoria debía atraer las masas de la balanza produciendo un pequeño giro sobre éstas. Para impedir perturbaciones causadas por corrientes de aire, Cavendish emplazó su balanza en una habitación a prueba de viento y midió la mínima torsión de la balanza utilizando un pequeño telescopio.
Las dos grandes esferas de plomo se colocaban en lados alternos del brazo de madera horizontal de la balanza. La atracción mutua sobre las pequeñas bolas hacía que el brazo girase, torciendo a su vez el alambre de soporte del brazo. El brazo dejaba de girar cuando alcanzaba un ángulo donde la fuerza de torsión del alambre equilibraba la fuerza gravitacional combinada de la atracción entre las esferas de plomo grandes y las pequeñas. Midiendo el ángulo de giro de la varilla, y conociendo la fuerza de torsión (par) del alambre para un ángulo dado, Cavendish fue capaz de determinar la fuerza de atracción entre los dos pares de masas. Puesto que la fuerza gravitacional ejercida por la Tierra sobre cada bola pequeña podía medirse directamente por pesada, la relación de las dos fuerzas permitió calcular la densidad de la Tierra, usando la ley de la gravitación universal de Newton.
Cavendish dedujo que la densidad de la Tierra era de 5,448 ± 0,033 veces la del agua (debido a un error aritmético elemental, detectado en 1821 por Francis Baily, el valor erróneo de 5,48 ± 0,038 aparece en el escrito de Cavendish).
Para determinar el módulo de torsión del alambre (es decir, el par ejercido por el alambre para un determinado ángulo de giro), Cavendish cronometró el periodo de oscilación de la varilla de la balanza mientras ésta giraba lentamente en sentido horario y en sentido antihorario contra la torsión del alambre. El periodo era de unos 20 minutos. El módulo de torsión podía calcularse a partir de este dato, conociendo la masa y las dimensiones de la balanza. En realidad, la varilla no estaba en reposo; Cavendish tenía que medir el ángulo de desviación de la varilla mientras estaba oscilando.
El equipo diseñado por Cavendish era extraordinariamente sensible para su época. La fuerza de torsión involucrada en hacer girar la balanza era muy pequeña, del orden de 1,74 × 10-7 N, alrededor de 1/50 000 000 del peso de las bolas pequeñas, o aproximadamente el peso de un gran grano de arena.
Para evitar que las corrientes de aire y los cambios de temperatura pudieran interferir con las mediciones, Cavendish puso todo el aparato dentro de una caja de madera de 2 pies (0,6 m) de grueso, 10 pies (3 m) de alto, y 10 pies (3 m) de ancho, todo ello en un cobertizo cerrado en su finca. A través de dos agujeros en las paredes de la caseta, Cavendish utilizaba unos telescopios para observar el movimiento de la barra horizontal de la balanza de torsión. El movimiento de la varilla era sólo de 0,16 pulgadas (4,1 mm). Cavendish fue capaz de medir este pequeño desvío con una precisión de una centésima de pulgada usando escalas de vernier en los extremos de la barra. La exactitud conseguida por Cavendish no se superó hasta que se realizaron los experimentos de Charles Vernon Boys en 1895. Con el tiempo, la balanza de torsión de Michell se convirtió en la técnica dominante para medir la constante gravitacional (G) y la mayoría de las mediciones contemporáneas siguen utilizando variaciones de la misma.

## Formulación matemática

Diagrama de la balanza de torsión utilizada en el "experimento de Cavendish", realizado por el propio Henry Cavendish en 1798:
Se midió la fuerza de gravedad entre las masas M y m, calculándose la densidad de la Tierra.
Etiquetas: (M) masa de las bolas de plomo estacionarias, (m) masa de las bolas de plomo móviles, (F) fuerza gravitacional entre cada par de bolas, ángulo de equilibrio respecto a posición neutra, módulo de torsión del alambre, (r) distancia entre los centros de las bolas cuando están en equilibrio, (L) distancia entre el alambre y cada una de las bolas pequeñas (longitud de la varilla: 2L).

El objetivo del experimento es medir el giro en la balanza de torsión producido por la fuerza de gravedad ejercida entre las esferas externas y las masas dispuestas en los extremos de la balanza, lo que permite deducir el valor de todas las fuerzas involucradas:
La fuerza de recuperación en la balanza ({\displaystyle \tau }), puede escribirse en función del ángulo girado sobre la posición de equilibrio, {\displaystyle \theta }, y del módulo de torsión del alambre k:

{\displaystyle \tau =-k\theta {\frac {}{}}}

El ángulo {\displaystyle \theta } puede ser medido mediante un espejo situado en la fibra de torsión. Si M representa la masa de las esferas exteriores y m la masa de las esferas en la balanza de torsión, se puede igualar la fuerza de torsión con la fuerza de atracción ejercida por las esferas mediante la fórmula:

{\displaystyle \tau =2{\frac {GMm}{r^{2}}}L}

donde G es la constante de gravitación universal, L es la distancia entre el hilo de torsión y las esferas m (es decir, el brazo del esfuerzo torsor); y por último r es la distancia entre los centros de las esferas M y m. Por lo tanto, combinando las ecuaciones anteriores, resulta que:

{\displaystyle G={\frac {k\theta r^{2}}{2MmL}}\qquad \qquad \qquad (1)\,}

Se tiene que k puede medirse a partir del periodo de oscilación de la balanza de torsión, T. Por lo tanto, si:
{\displaystyle T=2\pi {\sqrt {I/k}}}
y asumiendo que la masa de los elementos de la balanza de torsión es despreciable, el momento de inercia de la balanza es el de las dos bolas pequeñas:
{\displaystyle I=mL^{2}+mL^{2}=2mL^{2}\,}
entonces:
{\displaystyle T=2\pi {\sqrt {\frac {2mL^{2}}{k}}}\,}
Resolviendo esta ecuación para {\displaystyle k}, resulta:
{\displaystyle k={\frac {4\pi ^{2}(2mL^{2})}{T^{2}}}\,}
Sustituyendo esta expresión en (1), y despejando G, el resultado es:

{\displaystyle G={\frac {4\pi ^{2}r^{2}L\theta }{MT^{2}}}}

Una vez que se ha determinado G, la fuerza de atracción sobre un objeto en la superficie de la Tierra ({\displaystyle mg}), puede usarse para calcular la masa ({\displaystyle M_{T}}) y la densidad de la Tierra ({\displaystyle \rho _{T}}) conocido el radio terrestre ({\displaystyle R_{T}}):
{\displaystyle mg={\frac {GmM_{T}}{R_{T}^{2}}}\,}
Masa de la Tierra:
{\displaystyle M_{T}={\frac {gR_{T}^{2}}{G}}\,}
Densidad de la Tierra:
{\displaystyle \rho _{T}={\frac {M_{T}}{(4/3)\pi R_{T}^{3}}}={\frac {3g}{4\pi R_{T}G}}\,}

## Error común
Es común encontrar libros que señalan erróneamente que el propósito de Cavendish era determinar la constante gravitacional, G,

 y este error ha sido señalado por diversos autores. En realidad, el único propósito de Cavendish era determinar la densidad de la Tierra. Él llamaba a esto «pesar el mundo». El método de Cavendish utilizado para calcular la densidad de la Tierra consistía en medir la fuerza sobre una pequeña esfera debida a una esfera mayor de masa conocida y comparar esto con la fuerza sobre la esfera pequeña debida a la Tierra. De esta forma se podía describir a la Tierra como N veces más masiva que la esfera grande sin necesidad de obtener un valor numérico para G.
En la época de Cavendish, G no tenía la importancia entre los científicos que ha tenido después. Este valor era simplemente una constante de proporcionalidad en la ley de la gravitación universal de Newton. En vez de eso, el propósito de medir la fuerza de gravedad era determinar la densidad terrestre. Esta cantidad era requerida en la astronomía del siglo XVIII, dado que, una vez conocida, las densidades de la Luna, el Sol y el resto de los planetas se podrían encontrar a partir de ella.
Una complicación adicional fue que a mediados del siglo XIX, los físicos no utilizaban una unidad específica para la fuerza. Este hecho vinculó innecesariamente G a la masa de la Tierra, en vez de reconocer a G como una constante universal. Sin embargo, aunque Cavendish no reportó un valor para G, los resultados de su experimento permitieron determinarlo. A finales del siglo XIX los científicos comenzaron a reconocer a G como una constante física fundamental, calculándola a partir de los resultados de Cavendish. Por lo tanto:
{\displaystyle G=g{\frac {R_{\mathrm {Tierra} }^{2}}{M_{\mathrm {Tierra} }}}={\frac {3g}{4\pi R_{\mathrm {Tierra} }\rho _{\mathrm {Tierra} }}}\,}
Después de convertir a unidades del Sistema Internacional el valor obtenido por Cavendish para la densidad de la Tierra (5,45 g/cm³), así como el resto de los datos recabados, se obtuvo el valor G = 6,674×10-11 N·m2/kg2, por lo que el error se encuentra dentro de un 1 % del valor actualmente aceptado; muy aproximadamente 0,9889 %.